# Cyclophora orbiculopendula
Cyclophora orbiculopendula là một loài bướm đêm trong họ Geometridae.